# 다마호촌
다마호촌(일본어: 玉穂村)은 일본 시즈오카현 북동에 있던 슨토군의 촌이다. 1955년에 주변 정촌과 함께 고텐바시에 편입되었다. 

## 역사
- 1889년 4월 1일 - 정촌제 시행에 의해 슨토군 다마호촌이 성립하였다.
- 1955년 2월 11일 - 고텐바정, 하라사토촌, 인노촌, 후지오카촌과 합병해 고텐바시가 성립하여, 동일 다마호촌은 폐지되었다.

## 교통

### 철도
- 일본국유철도
  - 고텐바선